# Johannes Jansson (skarprättare)
Johannes Jansson, född 22 januari 1817 i Örs socken, Älvsborgs län, död 13 september 1868 i Göteborgs domkyrkoförsamling, var en anlitad skarprättare från Göteborg.
- Den 28 juni 1854 avrättade han 22-årige dubbelmördaren Andreas Segerberg på Tingbergs kulle i Ale härad.[4]
- Den 21 november 1855 avrättade han den för rånmord dömde Jonas Falk, född 1828, på Svedmon på Hökensås i Brandstorps socken, Habo.
- Den 27 maj 1857 avrättade han den 29-årige sjömannen Johannes Johansson från Orust som dömts för mord.[5] Avrättningen ägde rum nära den urgamla tingsplatsen Ormebacka.[6]

Samtliga avrättningar skedde med yxa som enligt uppgift finns att beskåda i Göteborg.